# Ал-Аср
Сура Ал-Аср (на арабски: سورة العصر, Следобедът) е 103-та сура от Свещения Коран. Тя се състои от 3 аята и се счита за ранна меканска, въпреки че някои я смятат за мединска.
Чрез тази сура се предава огромна по обем информация, компресирана до няколко думи, която разгледана на широко трудно би се побрала дори в книга. В нея по прост и ясен начин е показано, кое е истинският успех за един човек и кое истинският провал. Имам Шафе казва, че който успее добре да вникне в смисъла на тази сура, тя сама му е достатъчна за напътствие.
Колко важна е тази сура за сподвижниците на Мохамед можем да заключим и от традицията, за която ни разказва Хадрат Абдуллах бин Хисн ад-Дарими Абу Медина, според който, когато сподвижниците се срещали, не се разделяли преди да изрецитират сура Ал-Аср.

## Текст
| Български превод | Арабски текст                                                |
| --- | ------------------------------------------------------------ |
| В името на Аллах, Всемилостивия, Милосърдния!                                                                                      | بِسْمِ اللّهِ الرَّحْمَنِ الرَّحِيمِ                                       |
| 1. Кълна се в следобеда -; | وَالْعَصْ                                                        |
| 2. човекът е в загуба, | إِنَّ الْإِنسَانَ لَفِي خُسْرٍ                                           |
| 3. освен онези, които вярват и вършат праведни дела, и взаимно се наставляват за истината, и взаимно се наставляват за търпението. | إِلَّا الَّذِينَ آمَنُوا وَعَمِلُوا الصَّالِحَاتِ وَتَوَاصَوْا بِالْحَقِّ وَتَوَاصَوْا بِالصَّبْرِ |